# Twisted Forever - SMF's Live
Twisted Forever - SMF's Live è il primo album inciso dal cantante Dee Snider come solista.
Da non confondere con il quasi omonimo titolo che invece fu dato all'album tributo dedicato ai Twisted Sister nello stesso periodo, Twisted Forever: A Tribute to the Legendary.

## Tracce
1. What You Don't Know Sure (Can Hurt You) (5:24)
2. The Kids Are Back (2:53)
3. Stay Hungry (4:36)
4. Destroyer (4:11)
5. I Am (I'm Me) (3:47)
6. You Can't Stop Rock 'n' Roll (6:28)
7. Come Out And Play-medley (8:56)
8. We're Gonna Make It (2:51)
9. I Wanna Rock (3:35)
10. Wake Up (The Sleeping Giant) (3:46)
11. Burn In Hell (4:37)
12. Shoot 'em Down (4:21)
13. Under The Blade (4:19)
14. We're Not Gonna Take It (5:03)
15. The Price (4:35)
16. SMF (3:51)

## Formazione
- Dee Snider - voce
- Tony Palmucci - chitarra
- Keith Alexander - chitarra
- Derek Tailer - basso
- Charlie Mills - batteria